# Chrysopogon papuensis
Chrysopogon papuensis là một loài ruồi trong họ Asilidae. Chrysopogon papuensis được Clements miêu tả năm 1985. Loài này phân bố ở miền Australasia.